# 弗里德里希·弗雷-埃罗塞
弗里德里希·弗雷-埃罗塞（Friedrich Frey-Herosé，1801年10月12日—1873年9月22日）是一位瑞士政治家。
1848年11月16日，弗雷-埃罗塞当选为瑞士联邦委员会委员，成为委员会最初的七位委员之一。他是瑞士自由民主党成员。
在任期内，他主要主持领导了以下部门的工作：
- 贸易与海关部（1848年-1853年）
- 政治部（1854年）
- 军事部（1855年-1859年）
- 政治部（1860年）
- 贸易与海关部（1861年-1866年）

他于1854年和1860年两度出任瑞士联邦总统。
弗雷-埃罗塞于1866年12月31日卸任委员一职。

## 外部連結
| 前任： 无/最早的七位委员 | 瑞士联邦委员会委员 1848年–1866年 | 繼任： 埃米尔·韦尔蒂 （Emil Welti） |